# Митко Хаджиев
Митко Хаджиев е български олимпиец, участвал на зимните олимпийски игри в Лейк Плесид през 1980 г. и в Сараево през 1984 г.

## Биография
Роден е на 24 февруари 1961 година.  Участва в две от трите алпийски дисциплини – гигантски слалом и слалом на зимните олимпийски игри, провели се в Лейк Плесид през 1980 година и зимните олимпийски игри в Сараево през 1984 г. 
Резултати от Лейк Плесид 1980
гигантски слалом – 31-ви от 78 участници
слалом – 21-ви от 79 участници
Резултати от Сараево 1984
гигантски слалом – 31-ви от 108 участници
слалом – не завършва